# Métrique de Kasner
La métrique de Kasner est une forme particulière de métrique introduite par le physicien Edward Kasner en 1921 pour étudier les modèles d'univers anisotropes.
La métrique {\displaystyle g_{ij}}est définie par l'équation :
{\displaystyle g_{ij}\,{\rm {d}}x^{i}{\rm {d}}x^{j}={\rm {d}}s^{2}=c^{2}{\rm {d}}t^{2}-K_{1}t^{2p_{1}}{\rm {d}}x^{2}-K_{2}t^{2p_{2}}{\rm {d}}y^{2}-K_{3}t^{2p_{3}}{\rm {d}}z^{2}},
où les paramètres de la métrique {\displaystyle (p_{1},p_{2},p_{3})} vérifient :
{\displaystyle p_{1}+p_{2}+p_{3}={p_{1}}^{2}+{p_{2}}^{2}+{p_{3}}^{2}=1}.
D'un point de vue géométrique, la métrique de Kasner correspond à un univers dont les sections spatiales sont homogènes, c'est-à-dire identiques quel que soit le point depuis lequel elles sont observées. Cette propriété indique que cette métrique fait partie de la classe plus générale des métriques d'espace-temps quadri-dimensionnels spatialement homogènes. Cette classe a été intégralement décrite par le mathématicien italien Luigi Bianchi et nommée en son honneur classification de Bianchi. La métrique de Kasner correspond au type I dans cette classification.

## Propriétés immédiates
La condition sur la valeur des paramètres implique que l'un d'entre eux est négatif (sauf dans le cas trivial où l'un d'entre eux est égal à 1 et les deux autres à zéro). En effet : {\displaystyle (p_{1}+p_{2}+p_{3})^{2}={p_{1}}^{2}+{p_{2}}^{2}+{p_{3}}^{2}+2p_{1}p_{2}+2p_{1}p_{3}+2p_{2}p_{3}} d'où : {\displaystyle p_{1}p_{2}+p_{1}p_{3}+p_{2}p_{3}=0}, condition qui ne peut être réalisée si tous les {\displaystyle p_{i}} sont positifs. On montre que (par exemple) : {\displaystyle -{\frac {1}{3}}<p_{1}<0}.
L'élément de volume élémentaire dans cette métrique a pour mesure {\displaystyle {\sqrt {-g}}=t}. L'univers décrit par cette métrique est donc en expansion. Cependant, du fait qu'un au moins des {\displaystyle p_{i}} est négatif, cette expansion se transforme en contraction dans l'une des directions.